# ميلاني ساوث
ميلاني ساوث (بالإنجليزية: Melanie South)‏ مواليد 3 مايو 1986 في لندن، هي لاعبة كرة مضرب بريطانية سابقة بدأت مسيرتها كمحترفة سنة 2004 وكانت تلعب باليد اليمنى، اعتزلت اللعب في 2013. أعلى تصنيف لها في الفردي كان المركز الـ 99 في سنة 2009. أعلى تصنيف لها في الزوجي كان المركز الـ 120 في سنة 2009.

## الخط الزمني للأداء
مفتاح
| ف | ن | ن.ن | ر.ن | د# | د.م | ل | أ.أ | ت | غ | ب | ف | ذ | م.خ | ل.ت |

(ف) فاز بالبطولة (ن) وصل النهائي (ن.ن) نصف النهائي (ر.ن) ربع النهائي (د#) الأدوار الأربعة الأولى (د.م) دور المجموعات (ل) شارك في كأس ديفيز (أ.أ) خرج من الأدوار الاولى (ت) خسر التصفيات التأهيلية (غ) غاب عن الحدث أو البطولة (ب) حصل على ميدالية برونزية (ف) حصل على ميدالية فضية (ذ) حصل على ميدالية ذهبية (م.خ) بطولة الماسترز خُفضت إلى مرتبة أقل (ل.ت) البطولة لم تعقد في السنة المعينة.
لتجنب الارتباك وازدواجية الحساب، يتم تحديث هذه المعلومات إما في نهاية البطولة، أو عندما تكون مشاركة اللاعب في البطولة قد انتهت.

### الفردي
| الدورة            | 2002 | 2003 | 2004 | 2005 | 2006 | 2007 | 2008 | 2009 | 2010 | 2011 | 2012 | 2013 | إجمالي ف/خ |
| ----------------- | ---- | ---- | ---- | ---- | ---- | ---- | ---- | ---- | ---- | ---- | ---- | ---- | ---------- |
| أستراليا المفتوحة | غ    | غ    | غ    | غ    | غ    | ت1   | ت1   | د1   | ت1   | غ    | غ    | غ    | 0–1        |
| فرنسا المفتوحة    | غ    | غ    | غ    | غ    | غ    | ت1   | ت1   | د1   | غ    | غ    | غ    | غ    | 0–1        |
| بطولة ويمبلدون    | ت1   | غ    | ت1   | ت1   | د2   | د1   | د1   | د1   | د1   | ت2   | ت1   | ت1   | 1–5        |
| أمريكا المفتوحة   | غ    | غ    | غ    | غ    | ت1   | ت1   | ت3   | ت2   | غ    | غ    | غ    | غ    | 0–0        |
| تصنيف نهاية العام | 931  | 851  | 453  | 449  | 176  | 212  | 116  | 160  | 292  | 299  | 328  | 608  | بلا        |

- إجمالي ف/خ = إجمالي الفوز والخسارة

## وصلات خارجية
- ميلاني ساوث على موقع رابطة محترفات التنس (الإنجليزية)
- ميلاني ساوث على موقع الاتحاد الدولي لكرة المضرب (الإنجليزية)
- ميلاني ساوث على موقع كأس بيلي جين كينغ (الإنجليزية)
- ميلاني ساوث على موقع بطولة ويمبلدون (الإنجليزية)
- ميلاني ساوث على موقع خلاصة التنس.كوم (الإنجليزية)
- ميلاني ساوث على موقع إي إس بي إن.كوم (الإنجليزية)

- الموقع الرسمي